# Вернер Шлагер
Вернер Шлагер (нар. 28 вересня 1972, Вінер-Нойштадт) — австрійський настільний тенісист. Чемпіон світу 2003 року в одиночному розряді серед чоловіків.

## Кар'єра гравця
Після перемоги на чемпіонаті світу 2003 року, в Австрії на честь Вернера Шлагера, була випущена поштова марка з його зображенням, накладом 700 тисяч штук і номіналом 55 центів. Це була перша австрійська поштова марка присвячена живій людині (крім глав держав). У тому ж році (2003) він отримав нагороду «Спортсмен року в Австрії», а в Китаї він був визнаний «найпопулярнішим іноземним спортсменом». Вигравши титул чемпіона світу, Шлагер вперше у кар'єрі отримав номер 1 рейтингу ITTF. 